# Ørestad (metrostation)
Ørestad is een bovengronds metrostation in de Deense hoofdstad Kopenhagen, dat op 19 oktober 2002 werd geopend als onderdeel van de eerste Deense metrolijn. 

## Geschiedenis
Na meerdere plannen voor uitbreiding van de stad op Amager kwam in 1989 een werkgroep met een uitgewerkt voorstel voor nieuwe woonwijken en bedrijfsterreinen, de Ørestad, aan de westzijde van Amager. In het voorjaar van 1992 werd de Ørestadwet aangenomen waarin de Ørestadsselskabet werd belast met de uitvoering van het bouwproject op Amager en de aanleg van een OV-verbinding tussen de stad en de nieuwe wijken. Voor de OV-verbinding werd gekeken naar een tram, sneltram en een mini-metro en na onderzoek viel de keuze van het bestuur van de Ørestadsselskabet in 1994 op een metro. Deze zogeheten Ørestadsbanen zou het zuidelijke eindpunt en het depot krijgen bij Vestamager en Station Nørreport als eindpunt in de stad.
Aanvankelijk was Nørreport de enige aansluiting op het spoorwegnet en de S-Tog, maar in het kader van de vaste oeververbinding  tussen Denemarken en Zweden kwam er ook een spoorwegstation bij de kruising van de nieuwe spoorlijn en de nieuwe metro en daarmee een tweede overstappunt in het hart van het Ørestad project,tussen de Ørestadsbanen en het spoorwegnet. 
Op 3 januari 1996 besloot Kopenhagen tot de aanleg van een automatische metro waarbij de Ørestadsbanen als M1 en de lijn naar het vliegveld als M2 samen het metronet vormden. In 1998 gingen de tunnelboormachines aan de slag en op 19 oktober 2002 opende Koningin Margrethe het eerste deel van de metro. De Ørestadsselskabet werd in 2007 gesplist in een vastgoedbedrijf en het metrobedrijf dat de metro exploiteert.  

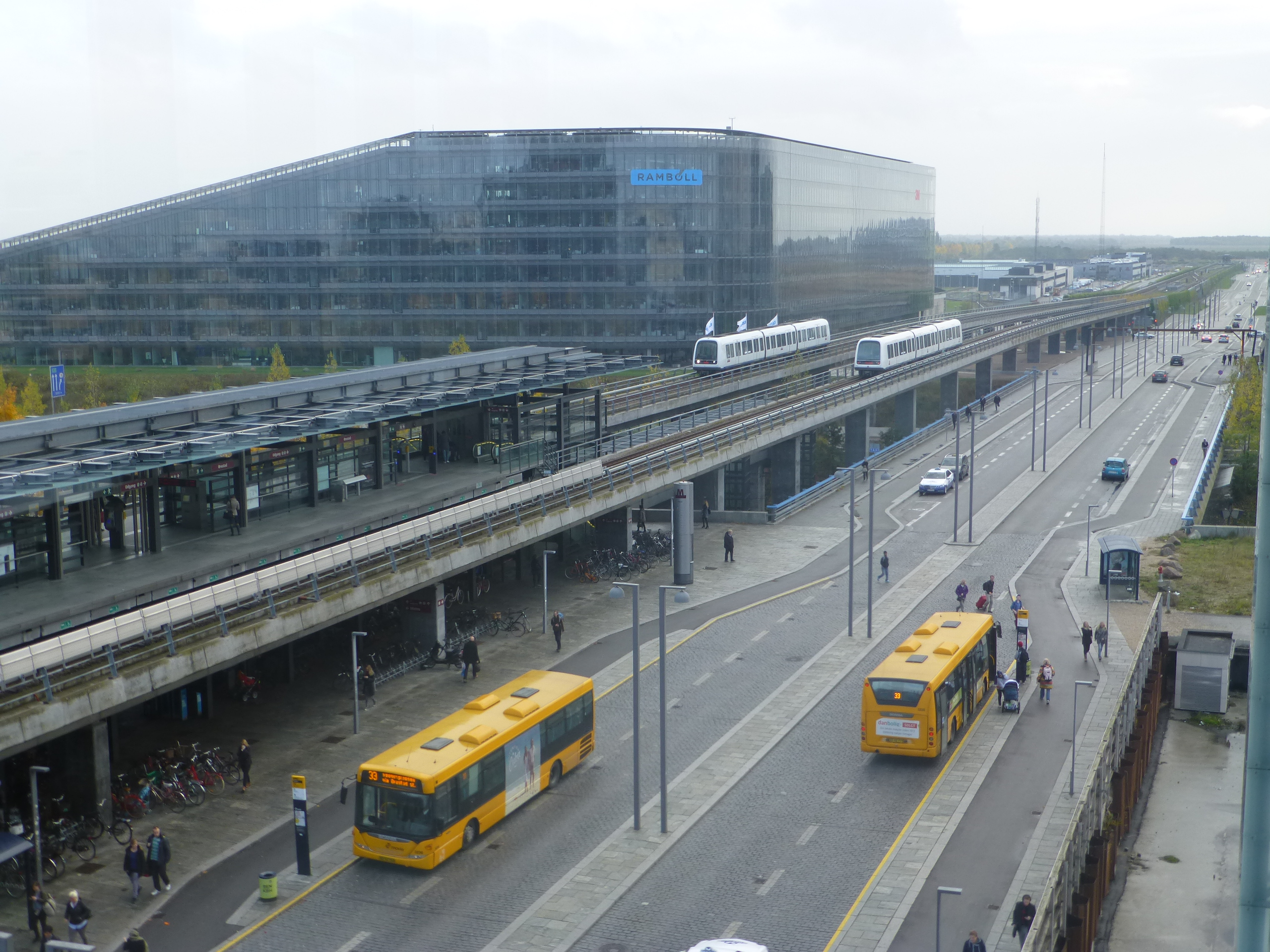
Station en omgeving gezien uit het noorden.
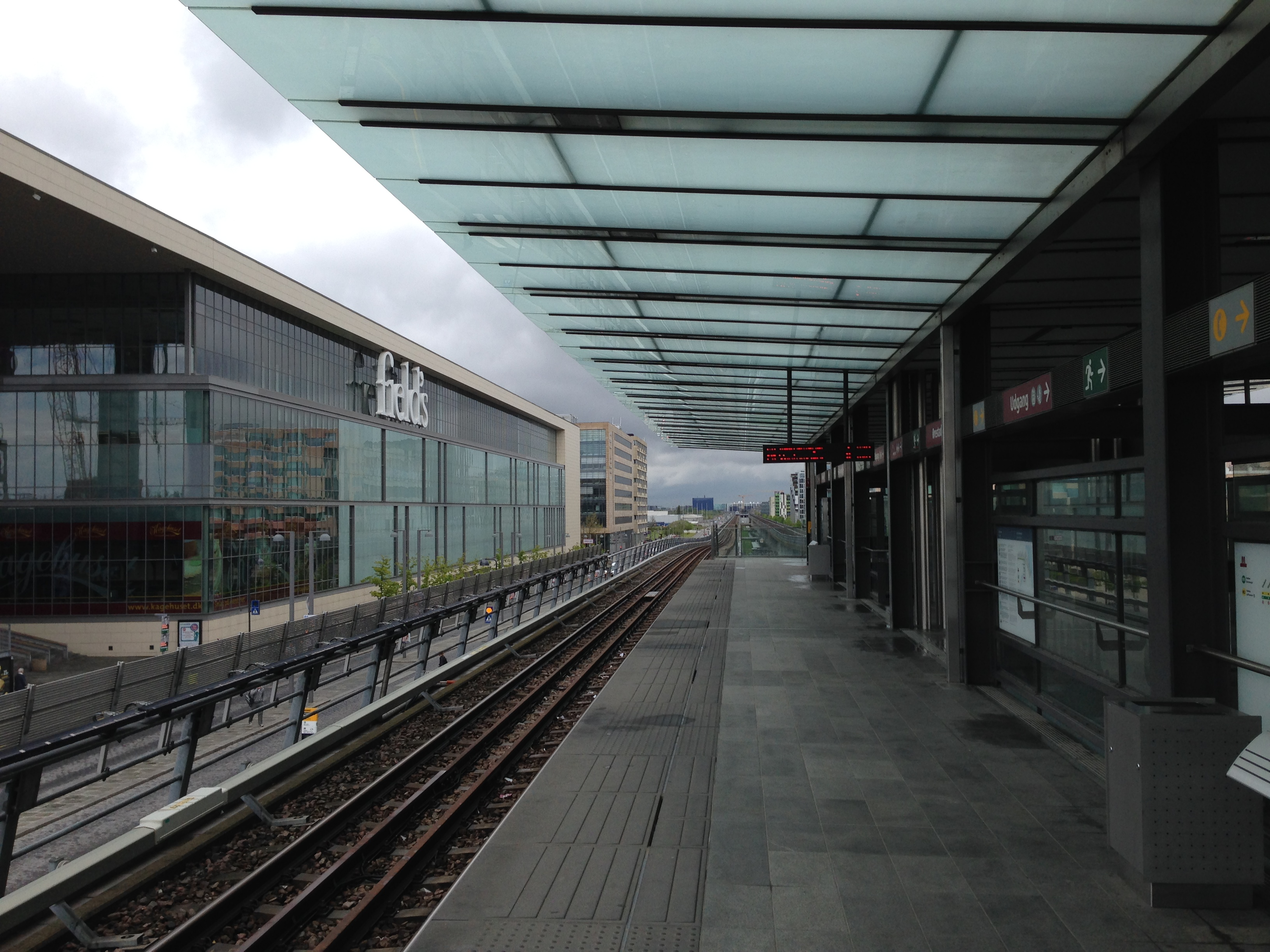
Het westelijke perron voor de plaatsing van perronhekken.
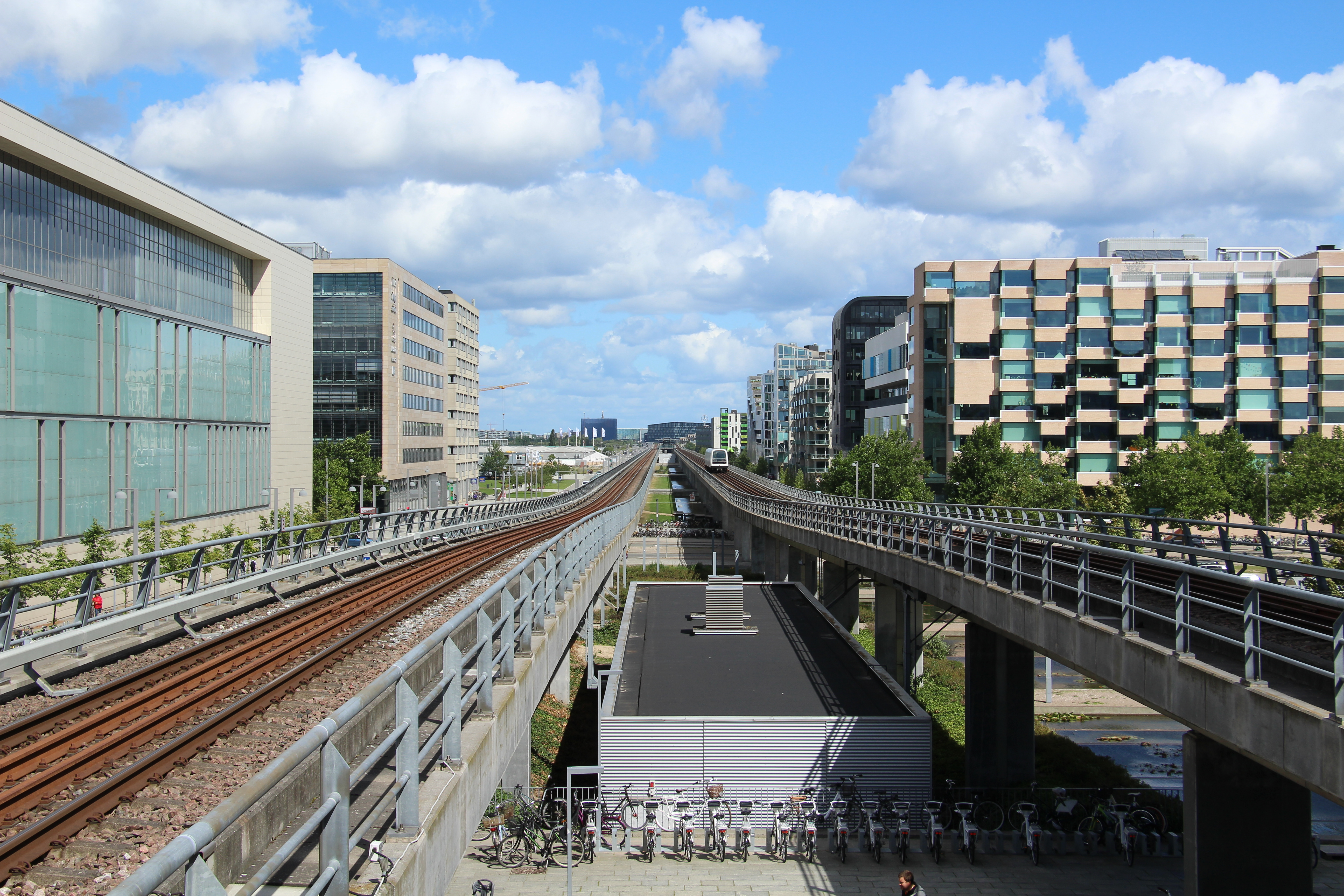
Een blik naar het noorden vanaf het perron.

## Ligging en inrichting
Het viaductstation ligt parallel aan de Ørestads Boulevard met een toegang onder het viaduct die met vaste trappen is verbonden met het perron. Op de zuidkop van het perron is een lift geflankeerd door roltrappen die op straatniveau direct voor de overdekte loopbrug naar het spoorwegstation uitkomen.
Aan de westkant van het station liggen de bushaltes van de verse lijnen, aan de oostkant ligt een siervijver. In 2012 werd besloten om de bovengrondse metrostations in Kopenhagen te voorzien van perronhekken, hetgeen in 2015 was gerealiseerd.  

Vanløse  · Flintholm  · Lindevang · Fasanvej · Frederiksberg · Forum · Nørreport   · Kongens Nytorv · Christianshavn · Islands Brygge · DR Byen · Sundby · Bella Center · Ørestad  · Vestamager